# Deportes Quindío Femenino
El Deportes Quindio Femenino fue el club de fútbol femenino vinculado al Deportes Quindío de la ciudad de Armenia, Colombia. Participó en las dos primeras ediciones de la Liga Profesional Femenina organizada por la Dimayor. Jugaba sus partidos como local en el Estadio Centenario.

## Historia
El equipo profesional femenino del Deportes Quindío ha estado conformado en su mayoría por jugadoras del Departamento del Quindío, las cuales son las encargadas de representar y desempeñar un papel protagónico en dicho certamen. Deportes Quindío se vincula al proyecto de fomentar el fútbol femenino en el país. 
El club accedió a la disputa del torneo profesional colombiano haciendo uso de su derecho a participar, al contar con reconocimiento deportivo de Coldeportes y la Dimayor.
En la temporada inaugural del 2017, Deportes Quindío Femenino ganó dos partidos y quedó en el cuarto lugar de la tabla del Grupo C con siete puntos, mientras en la temporada 2018 también ocupó la cuarta plaza en el mismo grupo, con tres victorias y 13 puntos en total. No ha habido participaciones posteriores.

## Estadio
El Estadio Centenario fue inaugurado en 1989 recibe su nombre en honor a los 100 años de la Ciudad Milagro, es el principal escenario deportivo de la ciudad de Armenia , para su inauguración se organizó el Torneo internacional Copa Centenario de Armenia con los equipos nacionales de Colombia, Chile y Perú, cuenta con capacidad para 25.700 espectadores, luego de la reforma realizada fue sede de la Copa Mundial de Fútbol Sub-20 de 2011, sirve para los partidos de local del Quindío, este mismo estadio fue sub-sede de la Copa América 2001 los Juegos Bolivarianos 2005 y el Juventud de América 2005 es llamado el Jardín de América, debido a su belleza y abundancia de jardines en su interior.

## Datos históricos
- Temporadas en Liga: 2 (2017 y 2018)
- Mayor goleada a favor:
- 18 de febrero de 2018: Deportes Quindío 8-0 Atlético F. C.[5]
- Mayor goleada en contra:
- 5 de marzo de 2017: América de Cali 5-0 Deportes Quindío.[6]